# Рязанский государственный областной художественный музей имени И. П. Пожалостина
Ряза́нский госуда́рственный областно́й худо́жественный музе́й имени И. П. Пожа́лостина — один из старейших художественных музеев России.
Собрание музея насчитывает около 12 тысяч произведений отечественного и западноевропейского искусства конца XV—XX веков: живопись, графика, скульптура, декоративно-прикладное и народное искусство. Коллекция западноевропейского искусства включает картины художников итальянской, голландской, французской школ, изделия фарфоровых производств Германии, Франции, Англии. В коллекции отечественного искусства представлены древнерусская икона, русская живопись, скульптура и графика XVIII—XX веков, в том числе произведения художников, связанных с Рязанью, фарфором, стеклом, мебелью.
Значительную часть собрания составляет народное искусство Рязанской земли: костюм, ткачество, вышивка, кружево, керамика, в том числе глиняная игрушка.

## История
Рязанский художественный музей в Рязани был основан в 1913 году местными энтузиастами, создавшими «Общество Рязанского художественно-исторического музея имени профессора Ивана Петровича Пожалостина». В состав Общества вошли местные художники Александр Александрович Киселёв-Камский (1868—1941), Владимир Павлович Соколов (1860—1913), Сергей Андреевич Пырсин (1868—1962) и примкнувшие к ним представители рязанской интеллигенции — служащие, врачи, учителя. Первыми поступлениями в собрание музея стали дары московских художников, а также коллекция рисунков и гравюр профессора Императорской Академии художеств И. П. Пожалостина.
В январе 1915 года музей был передан в ведение города и 23 марта того же года был открыт для посещения. Его каталог включал 72 наименования, в том числе около полусотни живописных и графических произведений постоянной экспозиции русского искусства начала XX в.
В 1918 году музей вошёл в состав Губернского историко-краеведческого музея. В 1938 году художественный отдел краеведческого (бывшего Губернского) музея был преобразован в Рязанский областной художественный музей. В составе краеведческого музея и позже, как самостоятельное учреждение, музей занимал отдельное двухэтажное каменное здание Консистории (середина XVII в., архитектор Ю. К. Яршов) на территории Рязанского кремля.
С 1980 года музей размещается в памятнике архитектуры русского классицизма конца XVIII — начала XIX века неизвестного архитектора круга М. Ф. Казакова. Здание, принадлежавшее рязанскому купцу-миллионеру Гавриле Васильевичу Рюмину, было подарено в 1833 году его сыном, Николаем Гавриловичем, Рязанской губернской гимназии под пансион для дворянских детей. В 1868 году с восточной стороны здания было пристроено двухэтажное помещение под алтарную часть гимназической церкви во имя святителя Николая (освящена в 1869 году; ныне это вход в музей со стороны улицы Свободы). В 1998 году музею возвращено имя И. П. Пожалостина.
Постоянную экспозицию дополняют ежемесячные выставки из фондов музея и собраний других музеев страны, персональные и групповые выставки современных художников Рязани, Москвы, Петербурга и других городов России. Лучшие произведения из коллекции музея экспонируются на выставках во многих странах мира.

## Коллекция
Общее количество единиц хранения музея — 11493, в том числе:
- Живопись — 1818.
- Графика — 5679.
- Скульптура — 173.
- Декоративно-прикладное искусство — 3823.

Экспозиционная площадь — 2589 м².

## Отделы

### Древнерусское искусство
Собрание древнерусского искусства сформировалось в результате экспедиционной работы сотрудников музея в 1960—1970-х годах. Ряд уникальных экспонатов поступил из Рязанского епархиального древлехранилища и музея Рязанской учёной архивной комиссии. Большинство памятников после реставрации, устранения позднейших записей обрело новую жизнь в музее.
Коллекция включает иконы начиная со второй половины XV века, в том числе немногие экспонаты, которые относят к местной (рязанской) художественной традиции. Это «Архангел Михаил с „Чудом в Хонех“» и резная икона «Архангел Михаил», не имеющая аналогов в русской деревянной скульптуре.
Памятники XVII—XIX веков представлены более широко, в том числе коллекцией резных царских врат.

### Русская живопись, графика и скульптура XVIII—XX веков
Русская живопись и графика XVIII—XX веков — самый значительный раздел собрания. Начало коллекции было положено в первые годы существования музея, когда московские художники подарили свои произведени. В последующие десятилетия коллекция пополнялась из Государственного музейного фонда, частных собраний, приобретениями у современных художников. В музейной коллекции отражены история развития русской живописи XVIII—XX веков, ведущие стилевые направления, известные художественные объединения и группировки, яркие творческие индивидуальности. Это прославленные русские мастера В. Л. Боровиковский, В. А. Тропинин, А. Г. Венецианов, И. К. Айвазовский, А. К. Саврасов, И. Е. Репин, В. И. Суриков, К. А. Коровин, В. Е. Маковский а также А. Е. Архипов, Ф. А. Малявин и С. Г. Никифоров, жизнь и творчество которых связаны с Рязанской землёй.
Яркими образцами искусства рисунка XIX века являются композиции А. О. Орловского, портреты П. Ф. Соколова, пейзажи И. И. Шишкина, Ф. А. Васильева. Период расцвета русской графики на рубеже XIX—XX веков, когда рисунок становится самостоятельным и очень востребованным видом искусства, широко представлен в музейном собрании произведениями В. А. Серова, М. А. Врубеля, В. В. Кандинского и многих других авторов, в том числе мастеров «Союза русских художников», «Мира искусства», «Голубой розы».
К послеоктябрьскому периоду в музейном собрании относятся работы таких крупных мастеров советской монументальной скульптуры, как И. Д. Шадр, А. П. Кибальников, Е. В. Вучетич.

### Живопись и рисунок Западной Европы XVI—XIX веков
Основу коллекции произведений западноевропейского искусства составили поступления 1918—1920-х годов из дворянских усадеб Барятинских, Белосельских-Белозерских, Гагариных, находившихся на территории Рязанской губернии. Это работы мастеров итальянской, голландской, французской и других европейских школ XVI—XVIII веков, среди которых есть редкие полотна. Одним из двух станковых произведений художника XVII в. Д. Крозато, представленных в российских музейных собраниях, является картина «Принесение в жертву Поликсены». К числу заслуживающих особого внимания относятся также произведения итальянцев В. Катены и Ф. Гварди, малых голландцев Я. Пейнаса, А. ван Остаде и Я. ван Гейзюма, французских мастеров С. Вуэ и Ф. де Шампеня. Коллекция западноевропейского рисунка включает акварели Дж. Джиганте, Г. Карелли, К. Коро, Э. Изабе и др.

### Декоративно-прикладное искусство
Декоративно-прикладное искусство представлено в музее художественным фарфором, керамикой, стеклом, предметами мебели России и Западной Европы. Среди лучших образцов русского фарфора — изделия Императорского фарфорового завода, частных заводов Гарднера, Попова, Батенина, Юсупова, а также агитационный фарфор, созданный в первые послеоктябрьские годы С. В. Чехониным, А. В. Щекотихиной-Потоцкой, Н. Я. Данько. Коллекция художественного стекла включает изделия XVIII—XX веков ведущих стекольных производств России.
Севрский и мейсенский фарфор составляют основу коллекции западноевропейского декоративно-прикладного искусства.
Предметы мебели в собрании немногочисленны. К лучшим образцам относятся резной буфет голландской работы XVII века и бюро-цилиндр русского мастера первой трети XIX столетия.

### Рязанское народное искусство
Рязанская земля — один из старейших центров народного искусства России. Керамика, ткачество, вышивка и кружево отличались здесь ярко выраженными самобытными чертами. Собрание народного искусства в музее сформировалось в основном в 1960—1980-е годы в результате экспедиций по Рязанской области. В этот период были собраны предметы народного костюма — сложного художественного ансамбля, включавшего узорное ткачество и разнообразные по технике вышивку и кружево.
В коллекции музея находятся произведения современных авторов, продолжающих традиции народного искусства, в том числе мастеров уникального цветного михайловского кружева, скопинской декоративной керамики, народной глиняной игрушки.

## Фонды
Площадь фондов — 595 м².
Многие коллекции из-за ограниченной экспозиционной площади представлены в постоянной музейной экспозиции единичными предметами. Так, например, в фондах находится большая часть произведений И. П. Пожалостина. Музей обладает оттисками почти всех известных гравюр художника.
В фондах Рязанского художественного музея оказалась значительная часть творческого наследия художников конца XIX — начала XX века С. Г. Никифорова и Я. Я. Калиниченко.
Неоценим этнографический материал, накопленный в результате экспедиционной работы сотрудников музея: элементы традиционного народного костюма Скопинского, Михайловского районов, образцы сапожковского закладного ткачества. Среди авторских произведений, выполненных в традициях народной вышивки и кружева — изделия Д. А. Смирновой, В. В. Грумковой, З. А. Зайцевой.
Полно представлена в музейном собрании история ещё одного художественного промысла — скопинской керамики. Это почти 400 произведений известных мастеров М. М. Пелёнкина, Н. К. Насоновой, А. И. Рожко, А. В. Курбатовой, М. А. Линёвой, Т. К. Головановой, Т. В. Лощининой, Л. А. Вороновой, Т. А. Киселёвой и др.

## Филиалы
На правах отделов к музею относятся:

### Дом-музей И. П. Пожалостинав Солотче
Дом-музей художника-гравёра, академика Ивана Петровича Пожалостина открыт в 1992 году. В экспозиции представлены гравюры И. П. Пожалостина, обстановка его кабинета и комнаты дочерей, фотоматериалы о жизни гравёра в Рязани и Солотче после выхода в отставку в связи с реорганизацией Академии художеств в Санкт-Петербурге.
С домом И. П. Пожалостина в Солотче связаны биографии писателей Константина Паустовского, Аркадия Гайдара, Рувима Фраермана. Солотчинским впечатлениям в их творчестве посвящён литературный раздел экспозиции.
В комплекс усадьбы входят дом, «банька», беседка, колодец, административный корпус с выставочным залом 51,4 м².

### Картинная галерея «Виктор Иванов и земля Рязанская»
Галерея открыта в 2004 году в связи с празднованием 80-летия народного художника СССР, лауреата Государственных премий, действительного члена Российской академии художеств Виктора Ивановича Иванова. В коллекции галереи более шестисот произведений, переданных художником в дар Рязани. Среди них картины, портреты, пейзажи, рисунки, в том числе этапные в творчестве В. И. Иванова произведения. Все они созданы на Рязанской земле и посвящены её людям.
В галерее работает выставочный зал площадью 63,3 м².
Адрес галереи: 390000 Россия, Рязань, Первомайский проспект, 14.

### Выставочный зал на Есенина
Выставочный зал является отделом Рязанского государственного областного художественного музея им. И. П. Пожалостина.
Адрес зала: 390046 Россия, Рязань, ул. Есенина, 112.

## Награды
- Благодарность Российской академии художеств за сотрудничество. 2006
- Открытый региональный фестиваль «Рязанская книга». Победитель в номинации «Событие года». 2010